# Comtesse de Ségur (rose)
'Comtesse de Ségur' est un cultivar de rosier obtenu par la maison Delbard vers 1992 et mis au commerce en 1994. Elle rend hommage à la comtesse de Ségur, née Rostopchine (1799-1874), célèbre auteur de littérature enfantine.

## Description

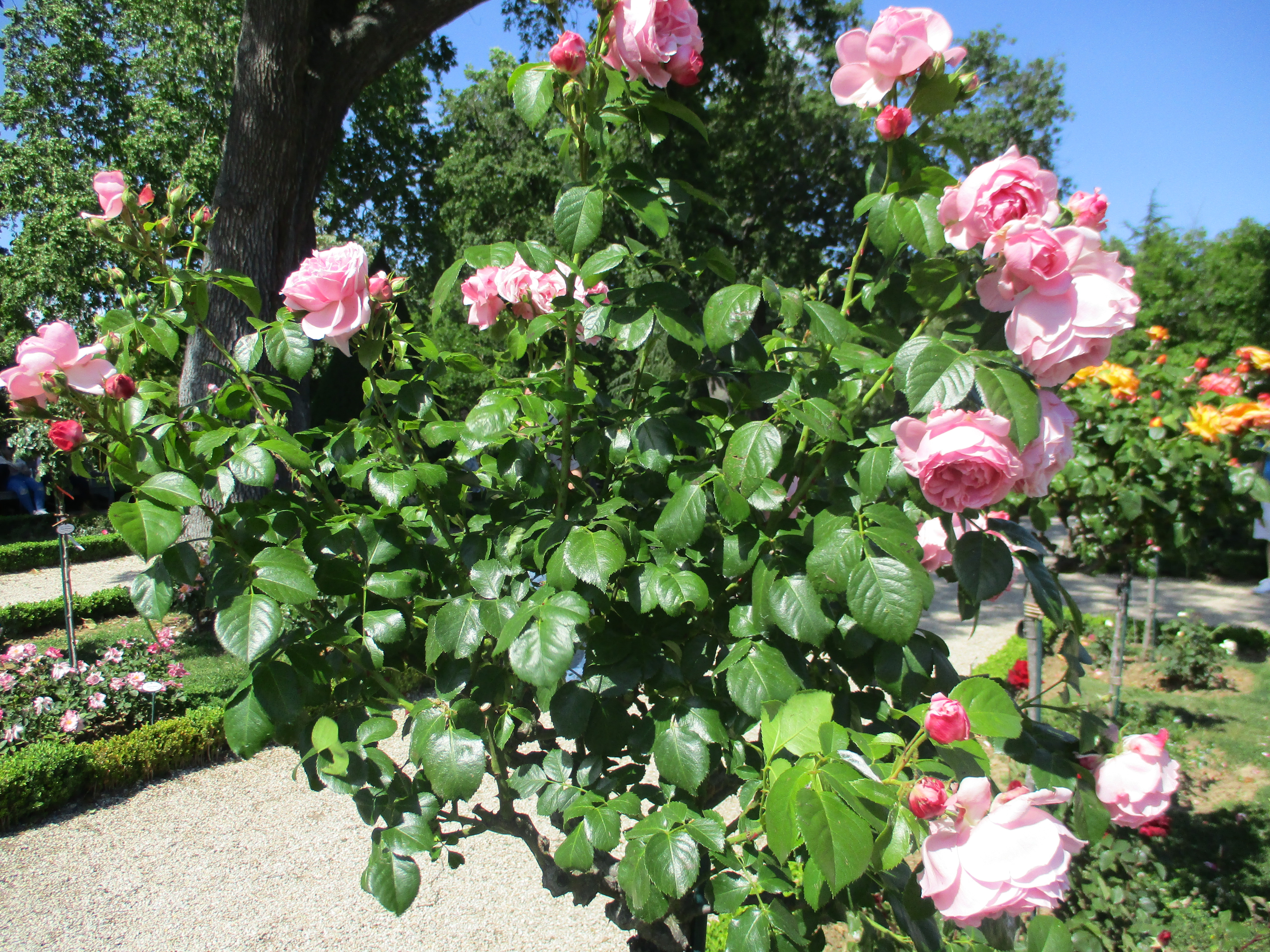
Buisson de 'Comtesse de Ségur' à la roseraie de Bagatelle.

Ce rosier floribunda présente de grosses fleurs à cent pétales groupées par trois ou cinq, d'un rose tendre, au léger parfum abricoté. Elles ressemblent à de belles pivoines lorsqu'elles sont épanouies. Son buisson au port érigé possède un feuillage abondant et vert foncé semi-brillant sur des rameaux épineux. Il peut s'élever à 100 cm.
La floraison de 'Comtesse de Ségur' est remontante et généreuse jusqu'aux premières gelées. Ce cultivar a besoin d'une situation ensoleillée. Il résiste à des hivers à -20°.
On peut l'admirer à la roseraie de Bagatelle. 
'Comtesse de Ségur' est issue du croisement ('Zambra' x 'Orange Sensation') et ('Robin Hood' x 'Virgo').